# Eleição presidencial nos Estados Unidos em 1860
A eleição presidencial dos Estados Unidos de 1860 foi a décima-nona eleição presidencial do país, sendo realizada em 6 de novembro. A nação tinha sido dividida ao longo da década de 1850 sobre as questões em torno da expansão da escravidão e os direitos dos proprietários de escravos. Em 1860, essas questões, finalmente vieram à tona. Como resultado de conflito de interesses regionais, o Partido Democrata dividiu-se em Norte e Sul, e o Partido União Constitucional apareceu. O Partido Republicano, dominante no Norte, garantiu votos eleitorais suficientes para colocar  Abraham Lincoln na Casa Branca com muito pouco apoio do sul. Dentro de poucos meses depois da eleição, alguns estados do sul se separaram. Lincoln, que venceu com maioria do Colégio Eleitoral e também do voto popular tomou posse em 4 de março de 1861 como 16º presidente do país.

## Antecedentes
As origens da Guerra Civil Americana estava nas questões complexas da escravidão. Após a Guerra Mexicano-Americana, a questão da escravidão nos novos territórios levou ao Compromisso de 1850. Enquanto o compromisso evitou uma crise política imediata, não permanentemente resolveu o problema do poder da escravidão (The Power Slave) - o poder dos senhores de escravos para no controle do governo nacional.
O colapso do velho Segundo Sistema Partidário na década de 1850 prejudicou os esforços dos políticos para chegar a comprometer ainda mais. O resultado foi o ato de Kansas-Nebraska, que alienou o Norte e o Sul.

## Processo eleitoral
A partir de 1832, os candidatos para presidente e vice começaram a ser escolhidos através das Convenções. Os delegados partidários, escolhidos por cada estado para representá-los, escolhem quem será lançado candidato pelo partido. Os eleitores gerais elegem outros "eleitores" que formam o Colégio Eleitoral. A quantidade de "eleitores" por estado varia de acordo com a quantidade populacional do estado. Em quase todos os estados, o vencedor do voto popular leva todos os votos do Colégio Eleitoral.

## Convenções

### Convenção doPartido das Pessoasde 1860
O Partido das Pessoas foi uma associação de adeptos do senador Samuel Houston. Em 20 de abril de 1860, o partido realizou o que chamou de convenção nacional para nomear Houston para presidente dos EUA, no Campo de Batalha de San Jacinto, no Texas. O encontro não indicou um candidato a vice-presidência, esperando reuniões mais tarde para servir a esse propósito. Estas reuniões em massa depois foram realizadas em cidades do norte, como Nova York em 30 de maio, que também não conseguiu nomear um candidato para vice-presidente. Houston se retirou da corrida em 15 de agosto de 1860.

### Convenção doPartido União Constitucionalde 1860
O Partido Whig continuou a evaporar-se durante a administração de James Buchanan e o Partido União Constitucional foi criado em 5 de fevereiro de 1860. A única Convenção Nacional do Partido União Constitucional foi realizada em Baltimore (Maryland) entre 9 e 10 de maio de 1860. A convenção abriu ao meio-dia com os delegados de todos os estados, exceto Oregon e Carolina do Sul. Havia 251 delegados presentes, representando 22 estados. John Bell foi nomeado candidato para presidente e Edward Everett para vice-presidente.

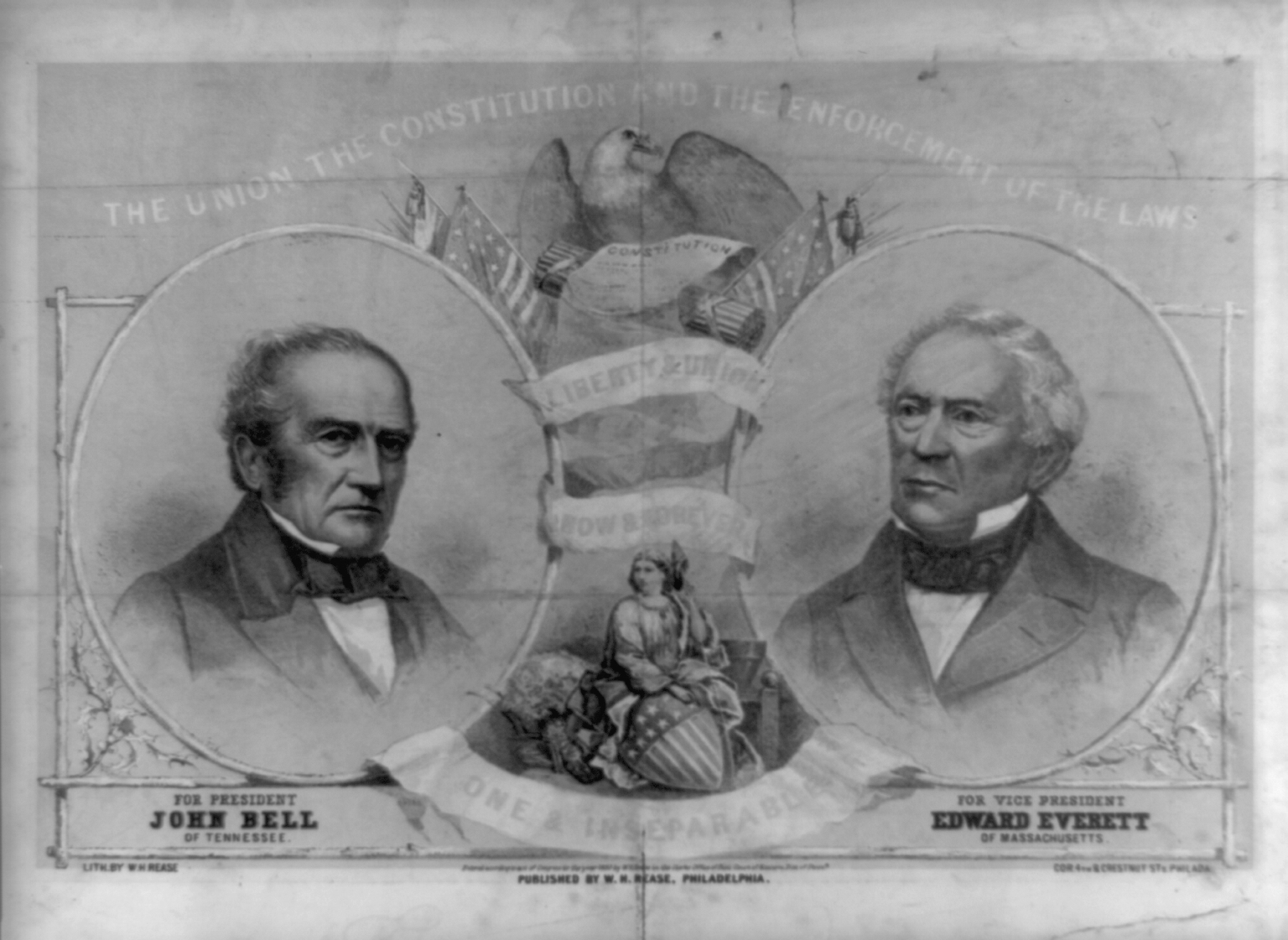
Propaganda da União Constitucional com John Bell e Edward Everett.

| Primária do Partido União Constitucional realizada em Baltimore | Primária do Partido União Constitucional realizada em Baltimore | Primária do Partido União Constitucional realizada em Baltimore |
| Candidato/Votação                                               | 1ª                                                              | 2ª                                                              |
| --------------------------------------------------------------- | --------------------------------------------------------------- | --------------------------------------------------------------- |
| John Bell                                                       | 68.5                                                            | 138                                                             |
| Sam Houston                                                     | 57                                                              | 69                                                              |
| John J. Crittenden                                              | 28                                                              | 1                                                               |
| Edward Everett                                                  | 25                                                              | 9.5                                                             |
| William A. Graham                                               | 22                                                              | 18                                                              |
| John McLean                                                     | 21                                                              | 1                                                               |
| William C. Rives                                                | 13                                                              | 0                                                               |
| John M. Botts                                                   | 9.5                                                             | 7                                                               |
| William L. Sharkey                                              | 7                                                               | 8.5                                                             |
| William L. Goggin                                               | 3                                                               | 0                                                               |

### Convenção Nacional doPartido Republicanode 1860

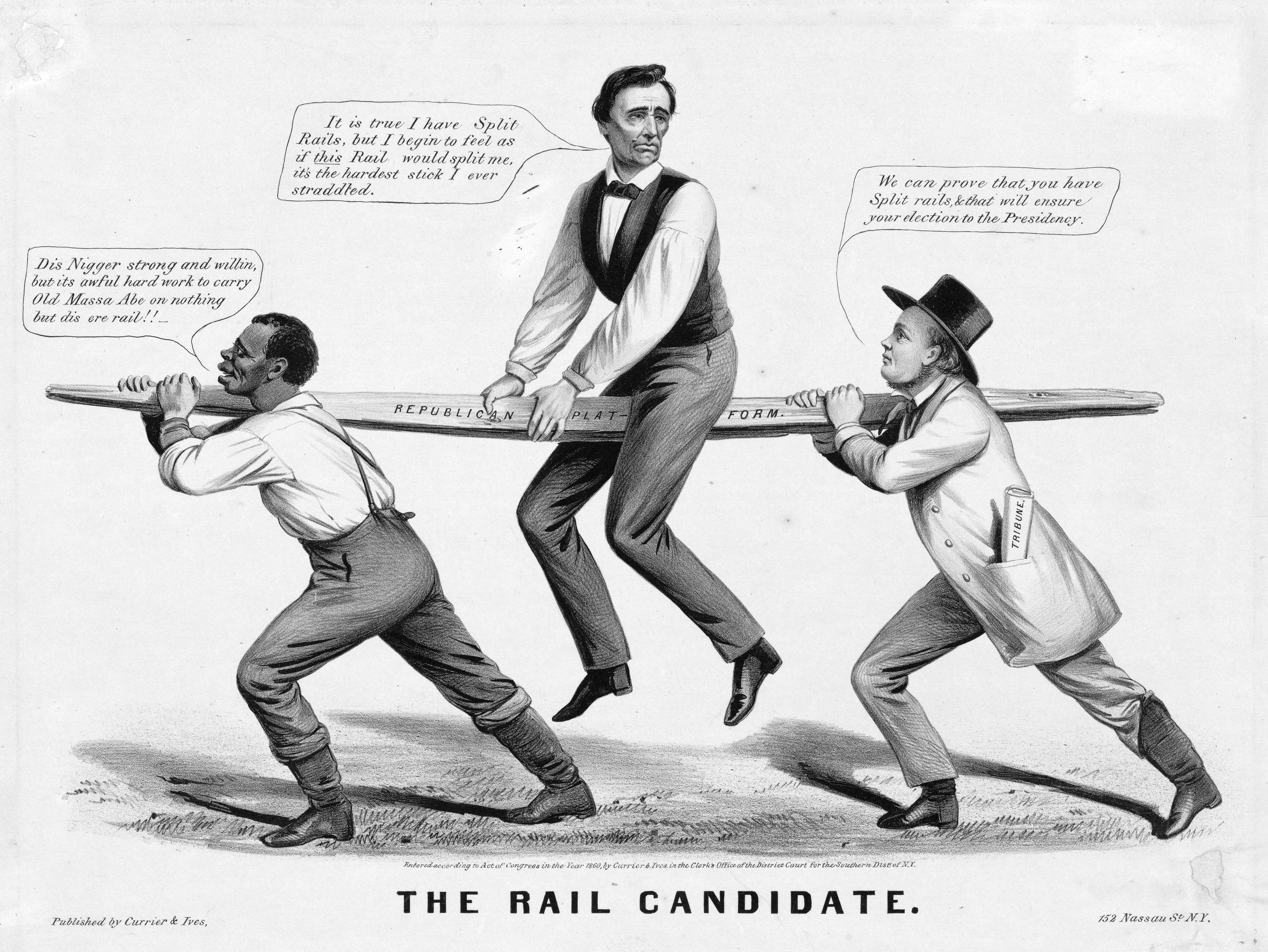
Críticas feitas a Lincoln em 1860 por apoiar negros livres em Nova York e abolicionistas. Esse apoio foi usado como um pretesto pelos inimigos de Lincoln durante toda a campanha.

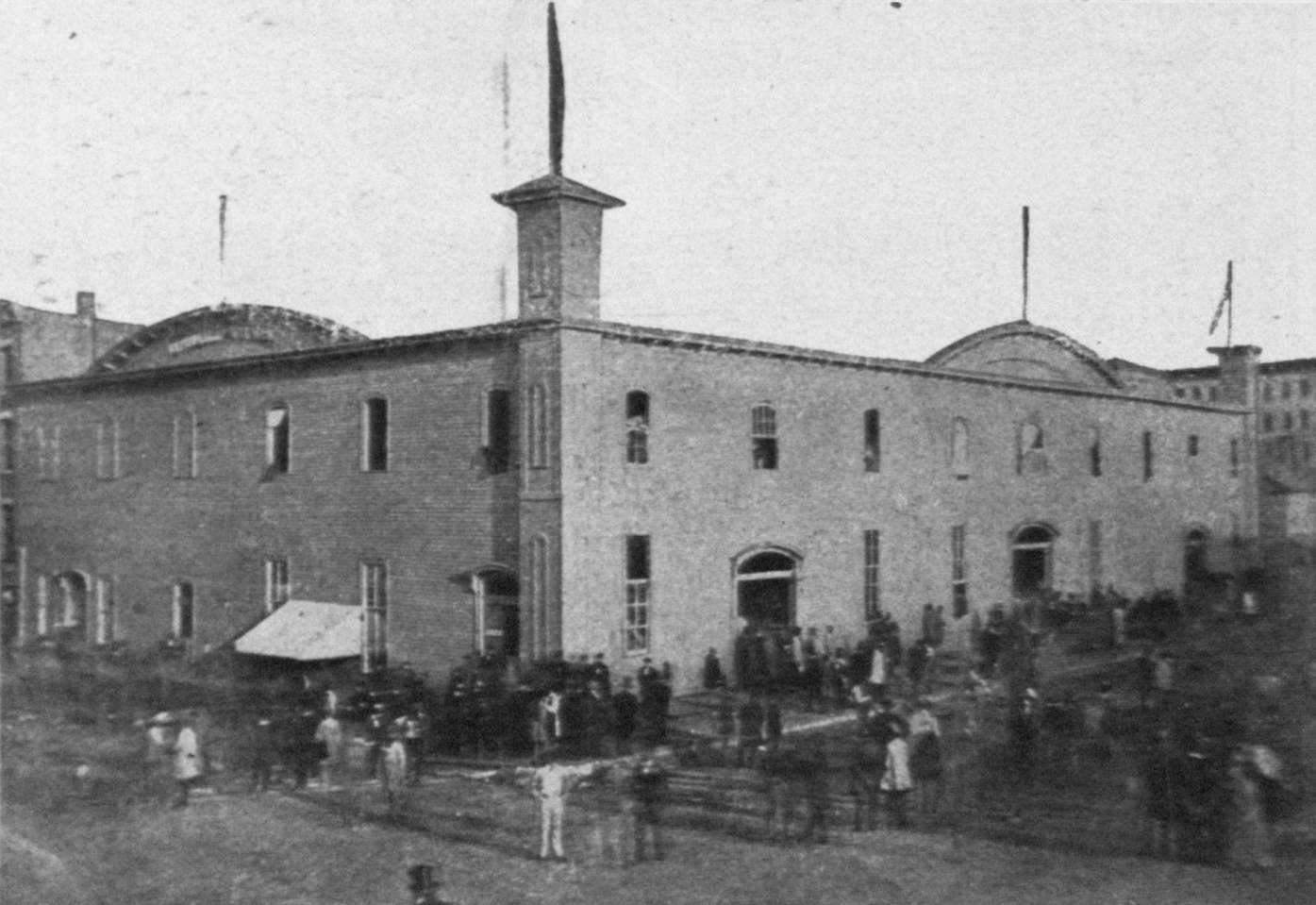
Local da Convenção Republicana em Chicago.

A segunda Convenção Nacional do Partido Republicano aconteceu entre 16 e 18 de maio em Chicago com 466 delegados presentes. Esta foi a primeira convenção nacional realizada em um prédio construído especialmente para a convenção. A convenção nomeou Abraham Lincoln para presidente e Hannibal Hamlin para vice-presidente.
| Primária Republicana realizada em Chicago para a escolha do candidato a presidente      | Primária Republicana realizada em Chicago para a escolha do candidato a presidente | Primária Republicana realizada em Chicago para a escolha do candidato a presidente | Primária Republicana realizada em Chicago para a escolha do candidato a presidente | Primária Republicana realizada em Chicago para a escolha do candidato a presidente |
| Candidato/Votação                                                                       | 1ª                                                                                 | 2ª                                                                                 | 3ª (antes de mudanças)                                                             | 3ª (depois de mudanças)                                                            |
| --------------------------------------------------------------------------------------- | ---------------------------------------------------------------------------------- | ---------------------------------------------------------------------------------- | ---------------------------------------------------------------------------------- | ---------------------------------------------------------------------------------- |
| Abraham Lincoln                                                                         | 102                                                                                | 181                                                                                | 231.5                                                                              | 349                                                                                |
| William H. Seward                                                                       | 173.5                                                                              | 184.5                                                                              | 180                                                                                | 111.5                                                                              |
| Simon Cameron                                                                           | 50.5                                                                               | 2                                                                                  | 0                                                                                  | 0                                                                                  |
| Salmon P. Chase                                                                         | 49                                                                                 | 42.5                                                                               | 24.5                                                                               | 2                                                                                  |
| Edward Bates                                                                            | 48                                                                                 | 35                                                                                 | 22                                                                                 | 0                                                                                  |
| William L. Dayton                                                                       | 14                                                                                 | 10                                                                                 | 1                                                                                  | 1                                                                                  |
| John McLean                                                                             | 12                                                                                 | 8                                                                                  | 5                                                                                  | 0.5                                                                                |
| Jacob Collamer                                                                          | 10                                                                                 | 0                                                                                  | 0                                                                                  | 0                                                                                  |
| Benjamin F. Wade                                                                        | 3                                                                                  | 0                                                                                  | 0                                                                                  | 0                                                                                  |
| Cassius M. Clay                                                                         | 0                                                                                  | 2                                                                                  | 1                                                                                  | 1                                                                                  |
| John C. Frémont                                                                         | 1                                                                                  | 0                                                                                  | 0                                                                                  | 0                                                                                  |
| John M. Read                                                                            | 1                                                                                  | 0                                                                                  | 0                                                                                  | 0                                                                                  |
| Charles Sumner                                                                          | 1                                                                                  | 0                                                                                  | 0                                                                                  | 0                                                                                  |
| Primária Republicana realizada em Chicago para a escolha do candidato a vice-presidente |                                                                                    |                                                                                    |                                                                                    |                                                                                    |
| Candidato/Votação                                                                       | 1ª                                                                                 | 1ª                                                                                 | 2ª                                                                                 | 2ª                                                                                 |
| Hannibal Hamlin                                                                         | 194                                                                                | 194                                                                                | 367                                                                                | 367                                                                                |
| Cassius M. Clay                                                                         | 100.5                                                                              | 100.5                                                                              | 86                                                                                 | 86                                                                                 |
| John Hickman                                                                            | 57                                                                                 | 57                                                                                 | 13                                                                                 | 13                                                                                 |
| Andrew Horatio Reeder                                                                   | 51                                                                                 | 51                                                                                 | 0                                                                                  | 0                                                                                  |
| Nathaniel Prentice Banks                                                                | 38.5                                                                               | 38.5                                                                               | 0                                                                                  | 0                                                                                  |
| Henry Winter Davis                                                                      | 8                                                                                  | 8                                                                                  | 0                                                                                  | 0                                                                                  |
| Sam Houston                                                                             | 6                                                                                  | 6                                                                                  | 0                                                                                  | 0                                                                                  |
| William L. Dayton                                                                       | 3                                                                                  | 3                                                                                  | 0                                                                                  | 0                                                                                  |
| John M. Reed                                                                            | 1                                                                                  | 1                                                                                  | 0                                                                                  | 0                                                                                  |

### Convenção doPartido Democrata

#### DemocratasdoNortede 1860
A oitava Convenção Nacional Democrata foi realizada em duas sessões. A primeira sessão foi montada em Charleston (Carolina do Sul). Esta primeira sessão foi incapaz de encontrar um candidato que poderia reunir os 67% dos votos necessários dos delegados. Muitos delegados do sul não votaram. Em 3 de maio de 1860 a convenção reuniu-se novamente em Baltimore. Stephen A. Douglas estava na frente na primeira votação entre os delegados, precisando de 56 votos a mais. Os delegados concordaram em encerrar a convenção e Douglas foi o escolhido (mesmo sem a maioria necessária).
| Primária Democrata em Charleston - 1ª rodada | Primária Democrata em Charleston - 1ª rodada | Primária Democrata em Charleston - 1ª rodada | Primária Democrata em Charleston - 1ª rodada | Primária Democrata em Charleston - 1ª rodada | Primária Democrata em Charleston - 1ª rodada | Primária Democrata em Charleston - 1ª rodada | Primária Democrata em Charleston - 1ª rodada | Primária Democrata em Charleston - 1ª rodada | Primária Democrata em Charleston - 1ª rodada | Primária Democrata em Charleston - 1ª rodada | Primária Democrata em Charleston - 1ª rodada | Primária Democrata em Charleston - 1ª rodada | Primária Democrata em Charleston - 1ª rodada | Primária Democrata em Charleston - 1ª rodada | Primária Democrata em Charleston - 1ª rodada | Primária Democrata em Charleston - 1ª rodada | Primária Democrata em Charleston - 1ª rodada | Primária Democrata em Charleston - 1ª rodada | Primária Democrata em Charleston - 1ª rodada | Primária Democrata em Charleston - 1ª rodada | Primária Democrata em Charleston - 1ª rodada | Primária Democrata em Charleston - 1ª rodada | Primária Democrata em Charleston - 1ª rodada | Primária Democrata em Charleston - 1ª rodada | Primária Democrata em Charleston - 1ª rodada | Primária Democrata em Charleston - 1ª rodada | Primária Democrata em Charleston - 1ª rodada | Primária Democrata em Charleston - 1ª rodada | Primária Democrata em Charleston - 1ª rodada |
| Candidato/Votação                            | 1ª                                           | 2ª                                           | 3ª                                           | 4ª                                           | 5ª                                           | 6ª                                           | 7ª                                           | 8ª                                           | 9ª                                           | 10ª                                          | 11ª                                          | 12ª                                          | 13ª                                          | 14ª                                          | 15ª                                          | 16ª                                          | 17ª                                          | 18ª                                          | 19ª                                          | 20ª                                          | 21ª                                          | 22ª                                          | 23ª                                          | 24ª                                          | 25ª                                          | 26ª                                          | 27ª                                          | 28ª                                          | 29ª                                          |
| -------------------------------------------- | -------------------------------------------- | -------------------------------------------- | -------------------------------------------- | -------------------------------------------- | -------------------------------------------- | -------------------------------------------- | -------------------------------------------- | -------------------------------------------- | -------------------------------------------- | -------------------------------------------- | -------------------------------------------- | -------------------------------------------- | -------------------------------------------- | -------------------------------------------- | -------------------------------------------- | -------------------------------------------- | -------------------------------------------- | -------------------------------------------- | -------------------------------------------- | -------------------------------------------- | -------------------------------------------- | -------------------------------------------- | -------------------------------------------- | -------------------------------------------- | -------------------------------------------- | -------------------------------------------- | -------------------------------------------- | -------------------------------------------- | -------------------------------------------- |
| Stephen A. Douglas                           | 145.5                                        | 147                                          | 148.5                                        | 149                                          | 149.5                                        | 149.5                                        | 150.5                                        | 150.5                                        | 150.5                                        | 150.5                                        | 150.5                                        | 150.5                                        | 149.5                                        | 150                                          | 150                                          | 150                                          | 150                                          | 150                                          | 150                                          | 150                                          | 150.5                                        | 150.5                                        | 152.5                                        | 151.5                                        | 151.5                                        | 151.5                                        | 151.5                                        | '151.5                                       | 151.5                                        |
| James Guthrie                                | 35.5                                         | 36.5                                         | 42                                           | 37.5                                         | 37.5                                         | 39.5                                         | 38.5                                         | 38.5                                         | 41                                           | 39.5                                         | 39.5                                         | 39.5                                         | 39.5                                         | 41                                           | 41.5                                         | 42                                           | 42                                           | 41.5                                         | 41.5                                         | 42                                           | 41.5                                         | 41.5                                         | 41.5                                         | 41.5                                         | 41.5                                         | 41.5                                         | 42.5                                         | 42                                           | 42                                           |
| Robert M. T. Hunter                          | 42                                           | 41.5                                         | 36                                           | 41.5                                         | 41                                           | 41                                           | 41                                           | 40.5                                         | 39.5                                         | 39                                           | 38                                           | 38                                           | 28.5                                         | 27                                           | 26.5                                         | 26                                           | 26                                           | 26                                           | 26                                           | 26                                           | 26                                           | 26                                           | 25                                           | 25                                           | 35                                           | 25                                           | 25                                           | 25                                           | 25                                           |
| Joseph Lane                                  | 6                                            | 6                                            | 6                                            | 6                                            | 6                                            | 7                                            | 6                                            | 6                                            | 6                                            | 5.5                                          | 6.5                                          | 6.5                                          | 20                                           | 20.5                                         | 20.5                                         | 20.5                                         | 20.5                                         | 20.5                                         | 20.5                                         | 20.5                                         | 20.5                                         | 20.5                                         | 19.5                                         | 19.5                                         | 9.5                                          | 9                                            | 8                                            | 8                                            | 7.5                                          |
| Daniel S. Dickinson                          | 7                                            | 6.5                                          | 6.5                                          | 5                                            | 5                                            | 3                                            | 4                                            | 4.5                                          | 1                                            | 4                                            | 4                                            | 4                                            | 1                                            | 0.5                                          | 0.5                                          | 0.5                                          | 0.5                                          | 1                                            | 1                                            | 0.5                                          | 0.5                                          | 0.5                                          | 0.5                                          | 1.5                                          | 1.5                                          | 12                                           | 12                                           | 12.5                                         | 13                                           |
| Andrew Johnson                               | 12                                           | 12                                           | 12                                           | 12                                           | 12                                           | 12                                           | 11                                           | 11                                           | 12                                           | 12                                           | 12                                           | 12                                           | 12                                           | 12                                           | 12                                           | 12                                           | 12                                           | 12                                           | 12                                           | 12                                           | 12                                           | 12                                           | 12                                           | 12                                           | 12                                           | 12                                           | 12                                           | 12                                           | 12                                           |
| Isaac Toucey                                 | 2.5                                          | 2.5                                          | 0                                            | 0                                            | 0                                            | 0                                            | 0                                            | 0                                            | 0                                            | 0                                            | 0                                            | 0                                            | 0                                            | 0                                            | 0                                            | 0                                            | 0                                            | 0                                            | 0                                            | 0                                            | 0                                            | 0                                            | 0                                            | 0                                            | 0                                            | 0                                            | 0                                            | 0                                            | 0                                            |
| Jefferson Davis                              | 1.5                                          | 1                                            | 1                                            | 1                                            | 1                                            | 0                                            | 1                                            | 1                                            | 1                                            | 1.5                                          | 1.5                                          | 1.5                                          | 1.5                                          | 1                                            | 1                                            | 1                                            | 1                                            | 1                                            | 1                                            | 1                                            | 1                                            | 1                                            | 1                                            | 1                                            | 1                                            | 1                                            | 1                                            | 1                                            | 1                                            |
| James A. Pearce                              | 1                                            | 0                                            | 0                                            | 0                                            | 0                                            | 0                                            | 0                                            | 0                                            | 0                                            | 0                                            | 0                                            | 0                                            | 0                                            | 0                                            | 0                                            | 0                                            | 0                                            | 0                                            | 0                                            | 0                                            | 0                                            | 0                                            | 0                                            | 0                                            | 0                                            | 0                                            | 0                                            | 0                                            | 0                                            |
| Primária Democrata em Charleston - 2ª rodada |                                              |                                              |                                              |                                              |                                              |                                              |                                              |                                              |                                              |                                              |                                              |                                              |                                              |                                              |                                              |                                              |                                              |                                              |                                              |                                              |                                              |                                              |                                              |                                              |                                              |                                              |                                              |                                              |                                              |
| Candidato/Votação                            | 30ª                                          | 31ª                                          | 32ª                                          | 33ª                                          | 34ª                                          | 35ª                                          | 36ª                                          | 37ª                                          | 38ª                                          | 39ª                                          | 40ª                                          | 41ª                                          | 42ª                                          | 43ª                                          | 44ª                                          | 45ª                                          | 46ª                                          | 47ª                                          | 48ª                                          | 49ª                                          | 50ª                                          | 51ª                                          | 52ª                                          | 53ª                                          | 54ª                                          | 55ª                                          | 56ª                                          | 57ª                                          |                                              |
| Stephen A. Douglas                           | 151.5                                        | 151.5                                        | 152.5                                        | 152.5                                        | 152.5                                        | 152                                          | 151.5                                        | 151.5                                        | 151.5                                        | 151.5                                        | 151.5                                        | 151.5                                        | 151.5                                        | 151.5                                        | 151.5                                        | 151.5                                        | 151.5                                        | 151.5                                        | 151.5                                        | 151.5                                        | 151.5                                        | 151.5                                        | 151.5                                        | 151.5                                        | 151.5                                        | 151.5                                        | 151.5                                        | 151.5                                        |                                              |
| James Guthrie                                | 45                                           | 47.5                                         | 47.5                                         | 47.5                                         | 47.5                                         | 47.5                                         | 48                                           | 64.5                                         | 66                                           | 66.5                                         | 66.5                                         | 66.5                                         | 66.5                                         | 66.5                                         | 66.5                                         | 66.5                                         | 66.5                                         | 66.5                                         | 66.5                                         | 66.5                                         | 66.5                                         | 66.5                                         | 66.5                                         | 65.5                                         | 61                                           | 65.5                                         | 66.5                                         | 66.5                                         |                                              |
| Robert M. T. Hunter                          | 25                                           | 32.5                                         | 22.5                                         | 22.5                                         | 22.5                                         | 22                                           | 22                                           | 16                                           | 16                                           | 16                                           | 16                                           | 16                                           | 16                                           | 16                                           | 16                                           | 16                                           | 16                                           | 16                                           | 16                                           | 16                                           | 16                                           | 16                                           | 16                                           | 16                                           | 20.5                                         | 16                                           | 16                                           | 16                                           |                                              |
| Joseph Lane                                  | 5.5                                          | 5.5                                          | 14.5                                         | 14.5                                         | 12.5                                         | 13                                           | 13                                           | 12.5                                         | 13                                           | 12.5                                         | 12.5                                         | 13                                           | 13                                           | 13                                           | 13                                           | 13                                           | 13                                           | 13                                           | 13                                           | 14                                           | 14                                           | 14                                           | 14                                           | 14                                           | 16                                           | 14                                           | 14                                           | 14                                           |                                              |
| Daniel S. Dickinson                          | 13                                           | 3                                            | 3                                            | 3                                            | 5                                            | 4.5                                          | 4.5                                          | 5.5                                          | 5.5                                          | 5.5                                          | 5.5                                          | 5                                            | 5                                            | 5                                            | 5                                            | 5                                            | 5                                            | 5                                            | 5                                            | 4                                            | 4                                            | 4                                            | 4                                            | 4                                            | 2                                            | 4                                            | 4                                            | 4                                            |                                              |
| Andrew Johnson                               | 11                                           | 11                                           | 11                                           | 11                                           | 11                                           | 12                                           | 12                                           | 0.5                                          | 0                                            | 0                                            | 0                                            | 0                                            | 0                                            | 0                                            | 0                                            | 0                                            | 0                                            | 0                                            | 0                                            | 0                                            | 0                                            | 0                                            | 0                                            | 0                                            | 0                                            | 0                                            | 0                                            | 0                                            |                                              |
| Isaac Toucey                                 | 0                                            | 0                                            | 0                                            | 0                                            | 0                                            | 0                                            | 0                                            | 0                                            | 0                                            | 0                                            | 0                                            | 0                                            | 0                                            | 0                                            | 0                                            | 0                                            | 0                                            | 0                                            | 0                                            | 0                                            | 0                                            | 0                                            | 0                                            | 0                                            | 0                                            | 0                                            | 0                                            | 0                                            |                                              |
| Jefferson Davis                              | 1                                            | 1                                            | 1                                            | 1                                            | 1                                            | 1                                            | 1                                            | 1.5                                          | 0                                            | 0                                            | 0                                            | 0                                            | 0                                            | 1                                            | 1                                            | 1                                            | 1                                            | 1                                            | 1                                            | 1                                            | 1                                            | 1                                            | 1                                            | 1                                            | 1                                            | 1                                            | 1                                            | 1                                            |                                              |
| James A. Pearce                              | 0                                            | 0                                            | 0                                            | 0                                            | 0                                            | 0                                            | 0                                            | 0                                            | 0                                            | 0                                            | 0                                            | 0                                            | 0                                            | 0                                            | 0                                            | 0                                            | 0                                            | 0                                            | 0                                            | 0                                            | 0                                            | 0                                            | 0                                            | 0                                            | 0                                            | 0                                            | 0                                            | 0                                            |                                              |

| Primária Democrata em Baltimore | Primária Democrata em Baltimore | Primária Democrata em Baltimore |
| Candidato/Votação               | 1ª                              | 2ª                              |
| ------------------------------- | ------------------------------- | ------------------------------- |
| Stephen A. Douglas              | 173.5                           | 181.5                           |
| James Guthrie                   | 9                               | 5.5                             |
| John C. Breckinridge            | 5                               | 7.5                             |
| Horatio Seymour                 | 1                               | 0                               |
| Thomas S. Bocock                | 1                               | 0                               |
| Daniel S. Dickinson             | 0.5                             | 0                               |
| Henry A. Wise                   | 0.5                             | 0                               |

#### DemocratasdoSulde 1860
Os democratas do sul realizaram três convenções separadas em 1860. A primeira convenção foi composta por dissidentes da Convenção Nacional Democrata em Charleston entre 1 e 4 de maio. Na segunda convenção realizada em Richmond entre 11 e 12 de junho, se reuniram para determinar como proceder na próxima convenção em Baltimore. A terceira convenção realizada em Baltimore em 23 de junho, os delegados nomearam o bilhete nacional de John C. Breckinridge e Joseph Lane.
| Primária Democrata do Sul | Primária Democrata do Sul | Primária Democrata do Sul |
| Candidato/Votação         | 1ª                        |                           |
| ------------------------- | ------------------------- | ------------------------- |
| John C. Breckinridge      | 81                        |                           |
| Daniel S. Dickinson       | 24                        |                           |

## Campanha

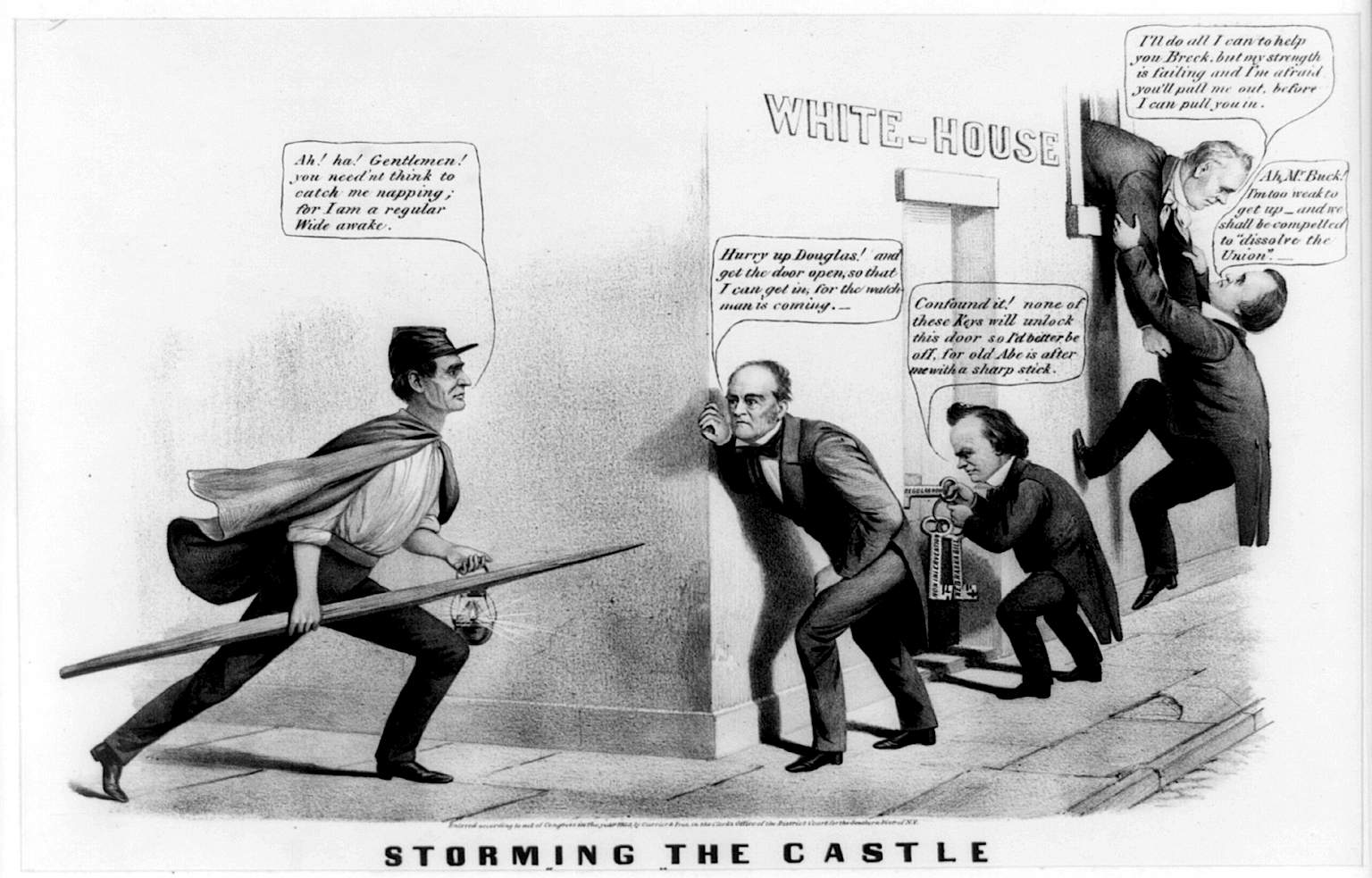
Charge feita criticando a atuação dos candidatos.

No Norte a disputa estava entre Abraham Lincoln e Stephen A. Douglas, mas apenas este último fez comício político dando discursos e entrevistas. No Sul, John C. Breckinridge e John Bell foram os principais rivais, mas Douglas teve uma presença importante em cidades do sul, especialmente entre os norte-americanos irlandeses. Fusão bilhetes para o sindicalista não-republicanos desenvolvido em Nova York e Rhode Island, e, parcialmente, em Nova Jersey e Pensilvânia.
Antes de 1860 "as pessoas viram os candidatos de carne com menos frequência do que se via um arco-íris perfeito". Lincoln seguiu a longa tradição de quase todos os candidatos presidenciais desde George Washington. Durante sua "campanha de frente a varanda" (campanha no qual o candidato continua perto ou em casa para fazer discursos para os adeptos que vêm visitar), Lincoln não fez discursos novos e não deixou sua cidade natal, Springfield, Illinois. Embora ele tenha se reunido com centenas de visitantes, Lincoln respondeu todas as questões políticas, aconselhando os ouvintes a ler seus discursos publicados, como os dos debates com Douglas em 1858, e, até mesmo em agosto, uma multidão de 30 mil marcharam em um longo desfile de oito milhas na frente de sua casa para não ter-lhe de falar mais do que algumas palavras.
Douglas, em contraste, foi o primeiro candidato presidencial na história americana a realizar uma turnê de palestras em todo o país. Em julho, ele deixou a cidade de Nova Iorque para Condado de Ontário, supostamente para visitar sua mãe. Os republicanos e os jornais zombaram da viagem de Douglas, que exigiu dois meses e longos desvios através de Nova Inglaterra, Pensilvânia e Maryland. Enquanto que "em busca de sua mãe", Douglas não conseguiu resistir às demandas das muitas multidões que conheceu em estações de trem e pediu-lhe para fazer discursos. Depois de finalmente encontrar sua mãe, Douglas viajou para a Carolina do Norte, alegadamente por questões de família, mas com desvios mais longos em todo o sul. Ele não esperava ganhar muitos votos do Colégio Eleitoral ali, mas ele falou para a manutenção da União. A disputa sobre o caso Dred Scott ajudou os republicanos a facilmente dominar as delegações congressionais dos estados do Norte, permitindo que o partido, apesar de um recém-chegado na cena política, fosse fácil de espalhar sua influência popular.
Em agosto, refletindo sobre os comícios de Douglas todo o Sul, William Yancey Lowndes fez uma turnê de palestras no Norte. Ele tinha sido instrumental ao negar a nomeação de Douglas, e ele apoiou a nomeação de John C. Breckinridge com sua plataforma em Alabama. Locais em Boston, Nova Iorque e Cincinnati que sediaram Emerson e Thoreau abriram suas portas para o "fogo-comedor". Ele alegou que a restrição da escravidão por Lincoln traria um fim a União.
Lincoln não fez campanha ou deu palestras, o estado e organizações do condado republicanos trabalharam em seu nome para sustentar o entusiasmo do partido e, assim, obter elevada afluência. Houve pouco esforço para converter os não-republicanos, e não havia praticamente nenhuma campanha no sul do país com exceção de umas poucas cidades fronteiriças, como Saint Louis e Wheeling. No Norte, houve muitos fazendo campanha republicana, muitos cartazes de campanha e folhetos, e diversos editoriais de jornais. Estes focado principalmente na plataforma do partido, mas também chamou a atenção para a história de vida de Lincoln, tratando o máximo de sua pobreza na infância, sua formação pioneira, seu gênio nativo, e sua ascensão da obscuridade. O objetivo foi enfatizar o poder superior do "trabalho livre", em que um garoto de fazenda comum podia trabalhar seu caminho até o topo por seus próprios esforços.

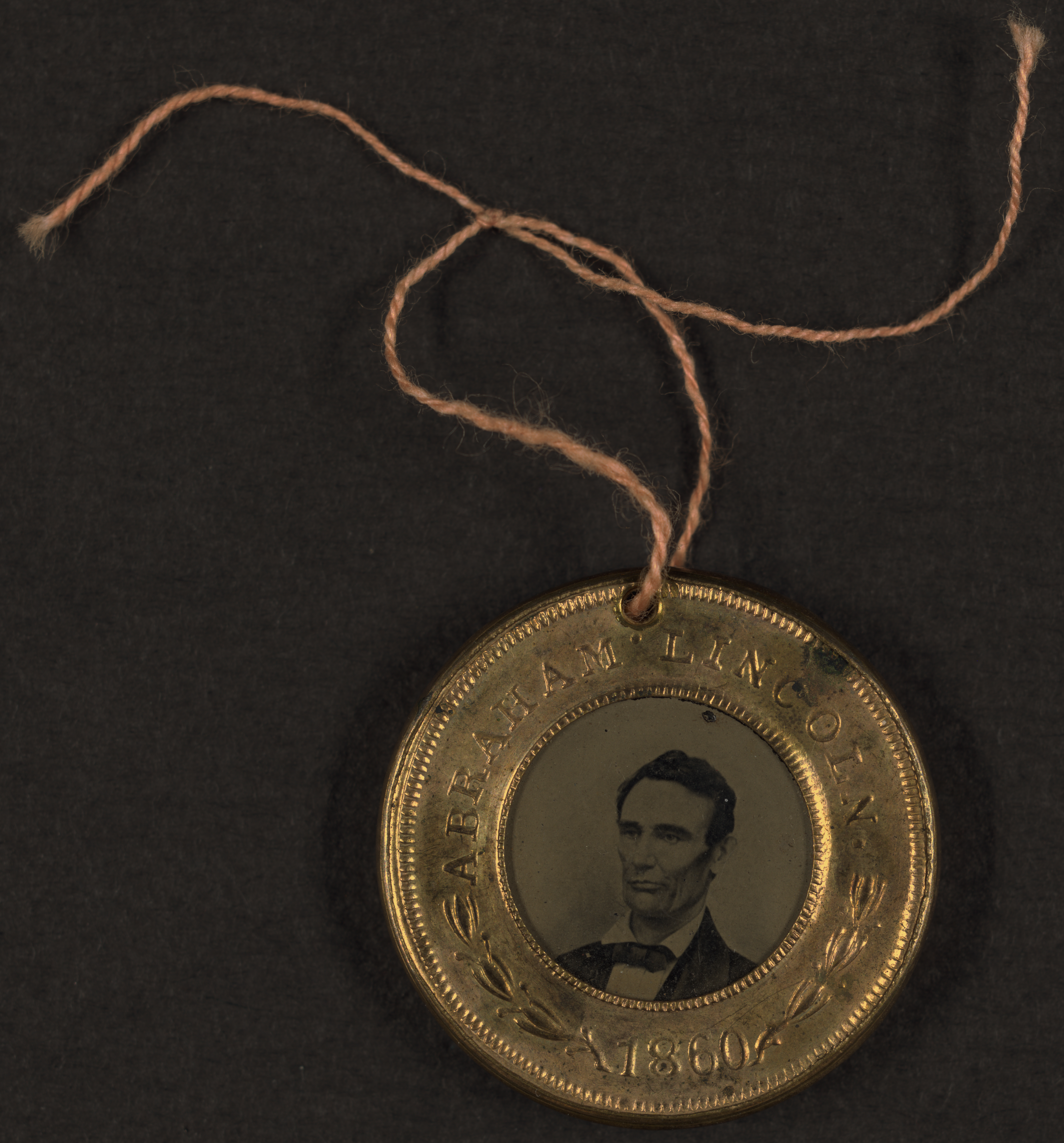
Frente: Abraham Lincoln.
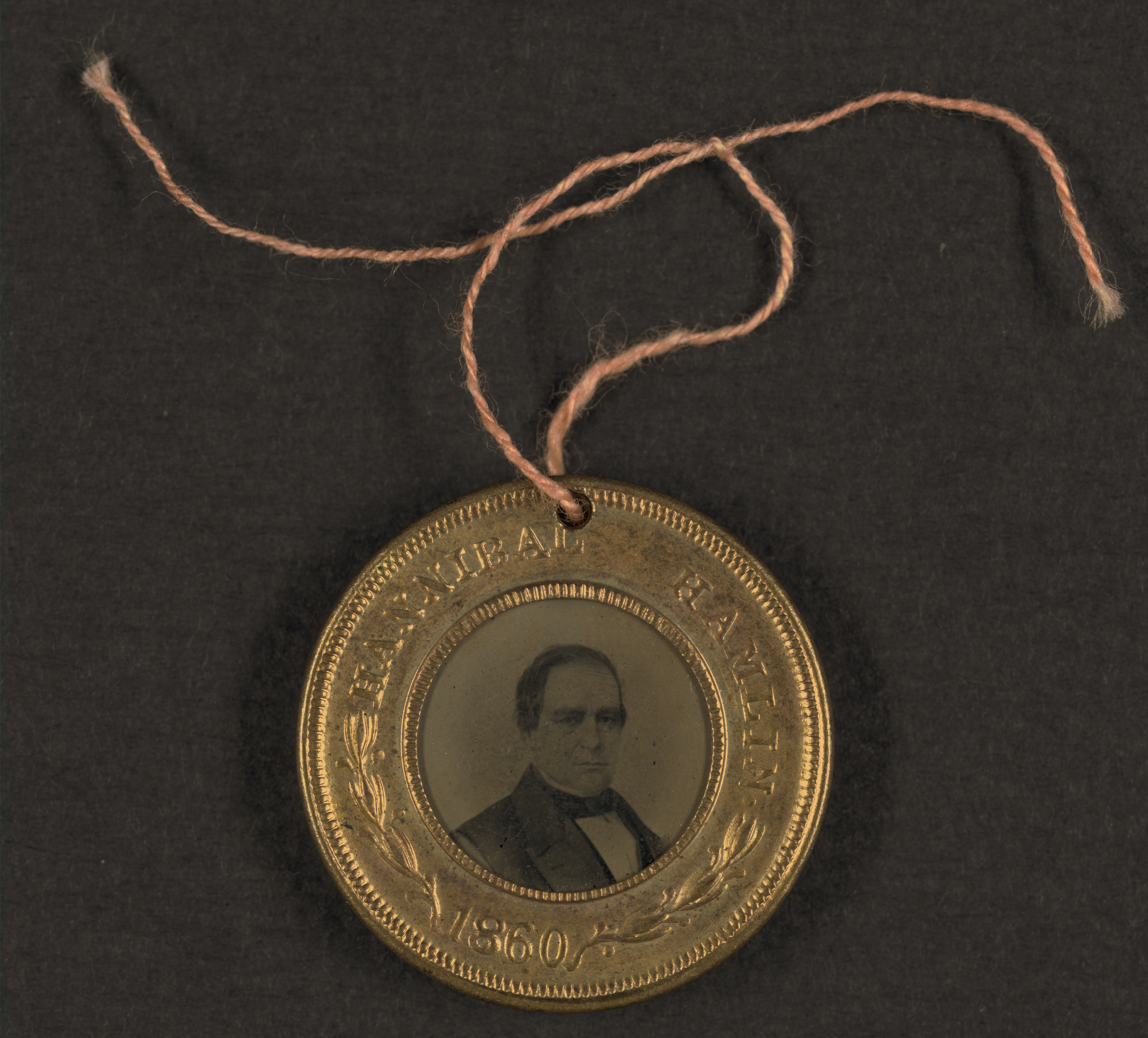
Verso: Hannibal Hamlin.

## Resultados

### Votação e inauguração

O Capitólio inacabado foi inaugurado por Abraham Lincoln em 4 de março de 1861.

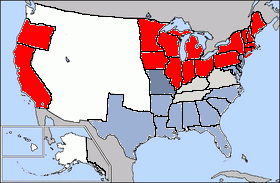
Resultados por estado de votos do Colégio Eleitoral. Vermelho para Lincoln. Cinza escuro, sindicalista norte democrata Douglas. Cinza médio no Sul para Breckinridge; mais leve cinza para Bell sindicalista.

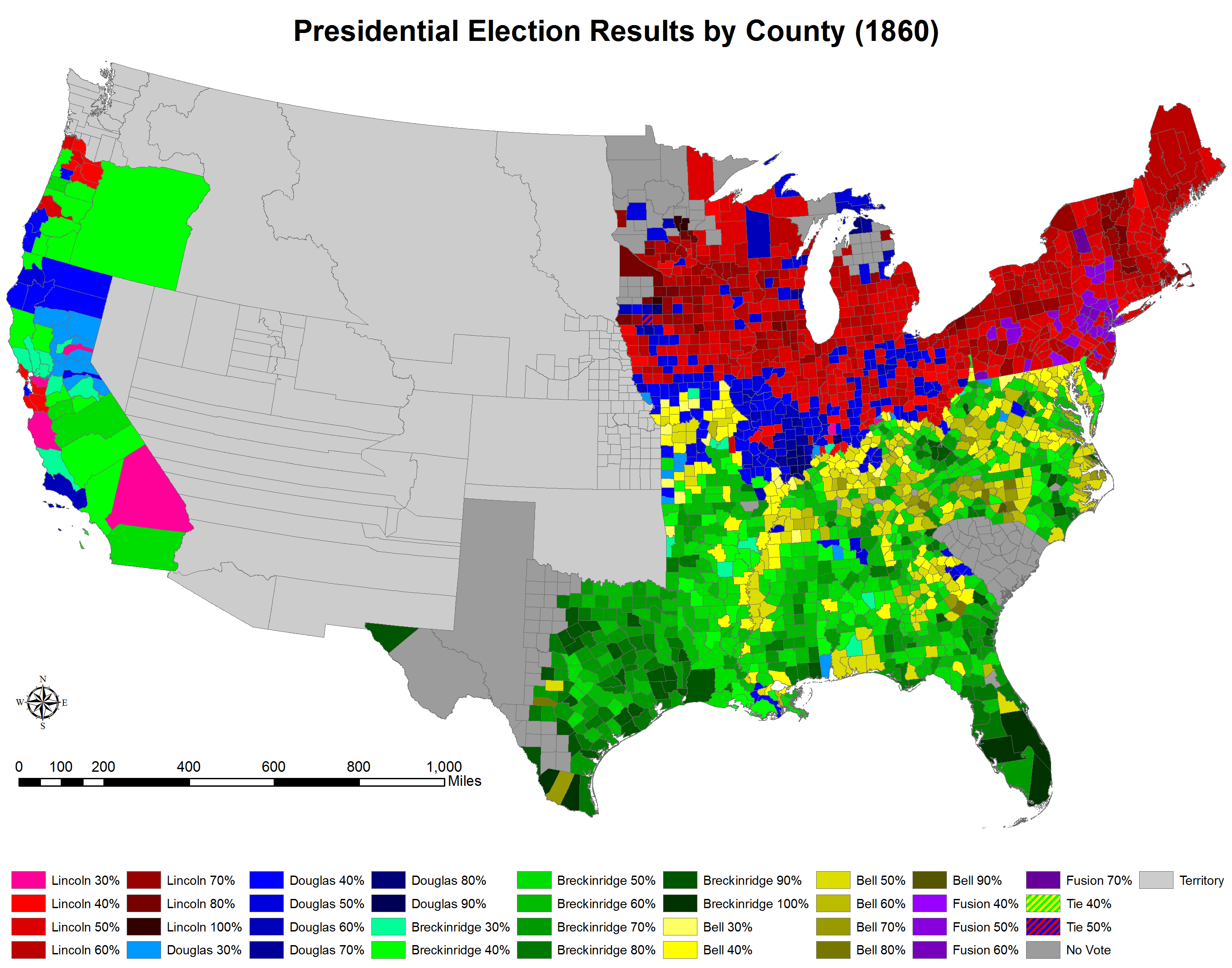
Resultados por condados.

Abraham Lincoln foi eleito presidente na terça-feira, 6 de novembro de 1860. Cada estado escolheu um número de eleitores por uma fórmula baseada no censo de pessoas livres. Um bônus no qual eram contados três quintos de "outras pessoas" (isto é, escravos) para os estados que ainda não haviam abolido a escravidão. O Colégio Eleitoral reuniu-se em 11 de fevereiro de 1861, e o vice-Presidente John C. Breckinridge, abriu as cédulas para anunciar que Abraham Lincoln foi eleito presidente por uma maioria de 180 dos 303 votos expressos.
O chefe de justiça Roger B. Taney do Supremo Tribunal jurou Lincoln como presidente dos Estados Unidos em 4 de março de 1861, nos degraus do Capitólio dos Estados Unidos inacabado em Washington, D.C. A inauguração foi convocada sob graves ameaças de morte, o suficiente a ponto de que uma guarda militar foi fornecida pelo general Winfield Scott.

### Votação e nacionalismo
Lincoln ganhou no voto popular com quase 40%, e levou todo os estados do Norte e a Costa Oeste. Douglas garantiu quase 30% dos votos, mas recebeu votos colégio eleitoral apenas dos dois estados do Missouri e Nova Jersey. John Bell levou mais de 12% e três estados (Kentucky, Tennessee e Virginia). Breckinridge ganhou 18% do voto popular e os votos eleitorais de 11 estados escravistas. No entanto, o Sul não era tão monolítico como ele apareceu em um mapa do Colégio Eleitoral da nação. Na votação popular, os totais combinados dos dois candidatos mais moderados sobre a questão da escravidão (Bell e Douglas) ultrapassaram a pluralidade de Breckinridge em três estados (Geórgia, Louisiana, e Maryland e aproximava-lo em três outros, Alabama, Arkansas, e Carolina do Norte).

### Votação e regionalismo
A eleição de 1860, foi notável para os exagerados votos do regionalismo em um país que estava prestes a se dissolver em uma guerra civil. Nos onze estados que mais tarde iria declarar sua secessão da União, as cédulas de Lincoln foram lançados apenas em Virgínia, onde recebeu apenas 1,1% do voto popular. Em quatro dos estados escravos que não se separaram (Missouri, Kentucky, Maryland, e Delaware), ele ficou em quarto lugar em todos os estados, exceto Delaware (onde terminou em terceiro). Nos 15 estados escravistas, Lincoln venceu apenas em 2 dos 996 municípios, tanto em Missouri.
A divisão no Partido Democrata não foi um fator decisivo na vitória de Lincoln. Lincoln capturou menos de 40% do voto popular, mas quase todos os seus votos foram concentrados nos estados livres. Ele ganhou maiorias em número suficiente de estados livres para ter ganho a presidência pelo voto do Colégio Eleitoral, mesmo que os 60% de eleitores que se opuseram a ele nacionalmente estivessem unidos em torno de um único candidato.

### Votação e maiorias no governo
Lincoln não só levou os estados do Norte com facilidade, mas também trouxe maioria republicana no Congresso. Eleições para o Congresso foram realizadas a partir de agosto de 1860 a junho de 1861. Eles foram realizadas antes, durante e depois da campanha pré-determinado presidencial. A taxa de afluência às urnas em 1860 foi a segunda mais alta já registrada (81,2%, perdendo apenas para 1876, com 81,8%).

### Votação: estatística
| Candidato presidencial                                           | Partido                                                          | Estado de origem                                                 | Voto popular(a)                                                  | Voto popular(a)                                                  | Colégio Eleitoral | Colégio Eleitoral | Running mate                | Running mate      | Running mate      |
| Candidato presidencial                                           | Partido                                                          | Estado de origem                                                 | Votos                                                            | %                                                                | Votos             | %                 | Candidato vice-presidencial | Estado de origem  | Colégio Eleitoral |
| ---------------------------------------------------------------- | ---------------------------------------------------------------- | ---------------------------------------------------------------- | ---------------------------------------------------------------- | ---------------------------------------------------------------- | ----------------- | ----------------- | --------------------------- | ----------------- | ----------------- |
| Abraham Lincoln                                                  | Partido Republicano                                              | Kentucky                                                         | 1,855,993                                                        | 39.65%                                                           | 180               | 59,4%             | Hannibal Hamlin             | Maine             | 180               |
| John C. Breckenridge                                             | Partido Democrata (Sul)                                          | Kentucky                                                         | 851,844                                                          | 18,20%                                                           | 72                | 23,8%             | Joseph Lane                 | Carolina do Norte | 72                |
| John Bell                                                        | Partido União Constitucional                                     | Tennessee                                                        | 590,946                                                          | 12,62%                                                           | 39                | 12,9%             | Edward Everett              | Massachusetts     | 39                |
| Stephen A. Douglas                                               | Partido Democrata (Norte)                                        | Vermont                                                          | 1,381,944                                                        | 29,52%                                                           | 12                | 4%                | Herschel V. Johnson         | Geórgia           | 12                |
| Outros                                                           | Outros                                                           | Outros                                                           | 540                                                              | 0,01%                                                            | 0                 | 0%                | Outros                      | Outros            | 0                 |
| Total                                                            | Total                                                            | Total                                                            | 4,681,267                                                        | 100%                                                             | 303               |                   |                             |                   | 303               |
| Votos minímos do Colégio Eleitoral de que se precisa para vencer | Votos minímos do Colégio Eleitoral de que se precisa para vencer | Votos minímos do Colégio Eleitoral de que se precisa para vencer | Votos minímos do Colégio Eleitoral de que se precisa para vencer | Votos minímos do Colégio Eleitoral de que se precisa para vencer | 152               |                   |                             |                   | 152               |

Fonte - Voto popular: Colégio Eleitoral:
(a) Os valores do voto popular excluem Carolina do Sul, onde os eleitores foram escolhidos pela Assembleia Legislativa e não pelo voto popular.

### Votação por estado
|                   |                            | Abraham Lincoln Republicano | Abraham Lincoln Republicano | Abraham Lincoln Republicano | Stephen Douglas (Norte) Democrata | Stephen Douglas (Norte) Democrata | Stephen Douglas (Norte) Democrata | John Breckinridge (Sul) Democrata    | John Breckinridge (Sul) Democrata    | John Breckinridge (Sul) Democrata    | John Bell União Constitucional       | John Bell União Constitucional       | John Bell União Constitucional       | Total por Estado | Total por Estado |  |
| Estado            | Votos do Colégio Eleitoral | Voto popular                | %                           | Votos do Colégio Eleitoral  | Voto popular                      | %                                 | Votos do Colégio Eleitoral        | Voto popular                         | %                                    | Votos do Colégio Eleitoral           | Voto popular                         | %                                    | Votos do Colégio Eleitoral           | Voto popular     |                  |  |
| ----------------- | -------------------------- | --------------------------- | --------------------------- | --------------------------- | --------------------------------- | --------------------------------- | --------------------------------- | ------------------------------------ | ------------------------------------ | ------------------------------------ | ------------------------------------ | ------------------------------------ | ------------------------------------ | ---------------- | ---------------- |  |
| Alabama           | 9                          | sem votação                 | sem votação                 | sem votação                 | 13,618                            | 15.1                              | -                                 | 48,669                               | 54.0                                 | 9                                    | 27,835                               | 30.9                                 | -                                    | 90,122           | AL               |  |
| Arkansas          | 4                          | sem votação                 | sem votação                 | sem votação                 | 5,357                             | 9.9                               | -                                 | 28,732                               | 53.1                                 | 4                                    | 20,063                               | 37.0                                 | -                                    | 54,152           | AR               |  |
| Califórnia        | 4                          | 38,733                      | 32.3                        | 4                           | 37,999                            | 31.7                              | -                                 | 33,969                               | 28.4                                 | -                                    | 9,111                                | 7.6                                  | -                                    | 119,812          | CA               |  |
| Connecticut       | 6                          | 43,488                      | 58.1                        | 6                           | 15,431                            | 20.6                              | -                                 | 14,372                               | 19.2                                 | -                                    | 1,528                                | 2.0                                  | -                                    | 74,819           | CT               |  |
| Delaware          | 3                          | 3,822                       | 23.7                        | -                           | 1,066                             | 6.6                               | -                                 | 7,339                                | 45.5                                 | 3                                    | 3,888                                | 24.1                                 | -                                    | 16,115           | DE               |  |
| Flórida           | 3                          | sem votação                 | sem votação                 | sem votação                 | 223                               | 1.7                               | -                                 | 8,277                                | 62.2                                 | 3                                    | 4,801                                | 36.1                                 | -                                    | 13,301           | FL               |  |
| Geórgia           | 10                         | sem votação                 | sem votação                 | sem votação                 | 11,581                            | 10.9                              | -                                 | 52,176                               | 48.9                                 | 10                                   | 42,960                               | 40.3                                 | -                                    | 106,717          | GA               |  |
| Illinois          | 11                         | 172,171                     | 50.7                        | 11                          | 160,215                           | 47.2                              | -                                 | 2,331                                | 0.7                                  | -                                    | 4,914                                | 1.4                                  | -                                    | 339,631          | IL               |  |
| Indiana           | 13                         | 139,033                     | 51.1                        | 13                          | 115,509                           | 42.4                              | -                                 | 12,295                               | 4.5                                  | -                                    | 5,306                                | 1.9                                  | -                                    | 272,143          | IN               |  |
| Iowa              | 4                          | 70,302                      | 54.6                        | 4                           | 55,639                            | 43.2                              | -                                 | 1,035                                | 0.8                                  | -                                    | 1,763                                | 1.4                                  | -                                    | 128,739          | IA               |  |
| Kentucky          | 12                         | 1,364                       | 0.9                         | -                           | 25,651                            | 17.5                              | -                                 | 53,143                               | 36.3                                 | -                                    | 66,058                               | 45.2                                 | 12                                   | 146,216          | KY               |  |
| Louisiana         | 6                          | sem votação                 | sem votação                 | sem votação                 | 7,625                             | 15.1                              | -                                 | 22,681                               | 44.9                                 | 6                                    | 20,204                               | 40.0                                 | -                                    | 50,510           | LA               |  |
| Maine             | 8                          | 62,811                      | 62.2                        | 8                           | 29,693                            | 29.4                              | -                                 | 6,368                                | 6.3                                  | -                                    | 2,046                                | 2.0                                  | -                                    | 100,918          | ME               |  |
| Maryland          | 8                          | 2,294                       | 2.5                         | -                           | 5,966                             | 6.4                               | -                                 | 42,482                               | 45.9                                 | 8                                    | 41,760                               | 45.1                                 | -                                    | 92,502           | MD               |  |
| Massachusetts     | 13                         | 106,684                     | 62.9                        | 13                          | 34,370                            | 20.3                              | -                                 | 6,163                                | 3.6                                  | -                                    | 22,331                               | 13.2                                 | -                                    | 169,548          | MA               |  |
| Michigan          | 6                          | 88,481                      | 57.2                        | 6                           | 65,057                            | 42.0                              | -                                 | 805                                  | 0.5                                  | -                                    | 415                                  | 0.3                                  | -                                    | 154,758          | MI               |  |
| Minnesota         | 4                          | 22,069                      | 63.4                        | 4                           | 11,920                            | 34.3                              | -                                 | 748                                  | 2.2                                  | -                                    | 50                                   | 0.1                                  | -                                    | 34,787           | MN               |  |
| Mississippi       | 7                          | sem votação                 | sem votação                 | sem votação                 | 3,282                             | 4.7                               | -                                 | 40,768                               | 59.0                                 | 7                                    | 25,045                               | 36.2                                 | -                                    | 69,095           | MS               |  |
| Missouri          | 9                          | 17,028                      | 10.3                        | -                           | 58,801                            | 35.5                              | 9                                 | 31,362                               | 18.9                                 | -                                    | 58,372                               | 35.3                                 | -                                    | 165,563          | MO               |  |
| Nova Hampshire    | 5                          | 37,519                      | 56.9                        | 5                           | 25,887                            | 39.3                              | -                                 | 2,125                                | 3.2                                  | -                                    | 412                                  | 0.6                                  | -                                    | 65,943           | NH               |  |
| Nova Jersey       | 7                          | 58,346                      | 48.1                        | 4                           | 62,869                            | 51.9                              | 3                                 | Bilhete de fusão parcial com Douglas | Bilhete de fusão parcial com Douglas | Bilhete de fusão parcial com Douglas | Bilhete de fusão parcial com Douglas | Bilhete de fusão parcial com Douglas | Bilhete de fusão parcial com Douglas | 121,215          | NJ               |  |
| Nova Iorque       | 35                         | 362,646                     | 53.7                        | 35                          | 312,510                           | 46.3                              | -                                 | Bilhete de fusão parcial com Douglas | Bilhete de fusão parcial com Douglas | Bilhete de fusão parcial com Douglas | Bilhete de fusão parcial com Douglas | Bilhete de fusão parcial com Douglas | Bilhete de fusão parcial com Douglas | 675,156          | NY               |  |
| Carolina do Norte | 10                         | sem votação                 | sem votação                 | sem votação                 | 2,737                             | 2.8                               | -                                 | 48,846                               | 50.5                                 | 10                                   | 45,129                               | 46.7                                 | -                                    | 96,712           | NC               |  |
| Ohio              | 23                         | 231,709                     | 52.3                        | 23                          | 187,421                           | 42.3                              | -                                 | 11,406                               | 2.6                                  | -                                    | 12,194                               | 2.8                                  | -                                    | 442,730          | OH               |  |
| Oregon            | 3                          | 5,329                       | 36.1                        | 3                           | 4,136                             | 28.0                              | -                                 | 5,075                                | 34.4                                 | -                                    | 218                                  | 1.5                                  | -                                    | 14,758           | OR               |  |
| Pensilvânia       | 27                         | 268,030                     | 56.3                        | 27                          | 16,765                            | 3.5                               | -                                 | 178,871                              | 37.5                                 | -                                    | 12,776                               | 2.7                                  | -                                    | 476,442          | PA               |  |
| Rhode Island      | 4                          | 12,244                      | 61.4                        | 4                           | 7,707                             | 38.6                              | -                                 | Bilhete de fusão parcial com Douglas | Bilhete de fusão parcial com Douglas | Bilhete de fusão parcial com Douglas | Bilhete de fusão parcial com Douglas | Bilhete de fusão parcial com Douglas | Bilhete de fusão parcial com Douglas | 19,951           | RI               |  |
| Carolina do Sul   | 8                          | -                           | -                           | -                           | -                                 | -                                 | -                                 | 8                                    | 8                                    | 8                                    | -                                    | -                                    | -                                    | -                | SC               |  |
| Tennessee         | 12                         | sem votação                 | sem votação                 | sem votação                 | 11,281                            | 7.7                               | -                                 | 65,097                               | 44.6                                 | -                                    | 69,728                               | 47.7                                 | 12                                   | 146,106          | TN               |  |
| Texas             | 4                          | sem votação                 | sem votação                 | sem votação                 | 18                                | 0.0                               | -                                 | 47,454                               | 75.5                                 | 4                                    | 15,383                               | 24.5                                 | -                                    | 62,855           | TX               |  |
| Vermont           | 5                          | 33,808                      | 75.7                        | 5                           | 8,649                             | 19.4                              | -                                 | 218                                  | 0.5                                  | -                                    | 1,969                                | 4.4                                  | -                                    | 44,644           | VT               |  |
| Virgínia          | 15                         | 1,887                       | 1.1                         | -                           | 16,198                            | 9.7                               | -                                 | 74,325                               | 44.5                                 | -                                    | 74,481                               | 44.6                                 | 15                                   | 166,891          | VA               |  |
| Wisconsin         | 5                          | 86,110                      | 56.6                        | 5                           | 65,021                            | 42.7                              | -                                 | 887                                  | 0.6                                  | -                                    | 161                                  | 0.1                                  | -                                    | 152,179          | WI               |  |
| TOTAIS:           | 303                        | 1,865,908                   | 39.8                        | 180                         | 1,380,202                         | 29.5                              | 12                                | 848,019                              | 18.1                                 | 72                                   | 590,901                              | 12.6                                 | 39                                   | 4,685,030        |                  |  |
| PARA GANHAR:      | 152                        |                             |                             |                             |                                   |                                   |                                   |                                      |                                      |                                      |                                      |                                      |                                      |                  |                  |  |

## Ligações Externas
- (em inglês) 1860 election: State-by-state Popular vote results
- (em inglês) 1860 popular vote by counties
- (em inglês) United States Presidential Election of 1860 in Encyclopedia Virginia
- (em inglês) Election of 1860
- (em inglês) Electoral Map from 1860
- (em inglês) Lincoln's election - details
- (em inglês) Report on 1860 Republican convention
- (em inglês) Overview of Constitutional Union National Convention
- (em inglês) How close was the 1860 election? — Michael Sheppard, Massachusetts Institute of Technology
- (em inglês) Abraham Lincoln: A Resource Guide from the Library of Congress